# Понятие за право
Понятието за право се определя от различните философски и мирогледни възприятия в исторически и политически аспект на обществото. Няма универсална или легална дефиниция на правото.
Според Целз, „правото е изкуство за доброто и справедливостта“. Търсенето на единно, интегрално и всеобхващащо определение за правото продължава поради обстоятелството, че правото е достатъчно сложно, многоаспектно и многопластово социално явление, като е и израз на непрестанното развитие на правопознанието.
В исторически контекст за правопознанието възникват различни възгледи за това що е право и за същността на правото, които най-често традиционно се свеждат до следните основни групи:
1. Естественоправни теории – виж естествено право;
2. Позитивистки теории за правото (етатистки позитивизъм) - виж позитивно право;
3. Идеалистични теории за правото – виж философия на правото (Хегел);
4. Исторически теории за правото – виж Германска историческа школа;
5. Социологически теории за правото – виж социология на правото;
6. Психологически теории за правото – виж психологическо битие на правото;
7. Реалистични теории за правото – виж правен реализъм;
8. Феноменологични теории за правото – виж феноменология.